# 塔賴爾·阿爾文·麥卡尼
塔賴爾·阿爾文·麥卡尼（英語：Tarell Alvin McCraney，1980年10月17日—），美国剧作家和演员。2016年他联合编剧的《月光男孩》获得奥斯卡最佳改编剧本奖和奥斯卡最佳影片。2017年7月1日将担任耶鲁戏剧学院剧作家主席一职。